# 上官姓
上官姓，為漢字複姓。

## 來源
上官姓的祖先是戰國時代楚懷王的兒子子蘭，因為擔任上官邑大夫，其子孫便以這個地名為氏。上官姓曾多次搬遷，秦滅六國後，上官姓等楚國大姓被朝廷強制遷徙至關中。結果，上官姓於今天的甘肅省天水地方紮根，成為當地的望族。唐朝末年時，上官姓大舉南遷，搬遷到了福建省，在當地定居。

## 外部連結
[在维基数据编辑]
 《百家姓》
 《欽定古今圖書集成·明倫彙編·氏族典·上官姓部》，出自陈梦雷《古今圖書集成》